# Capella de Kamppi
La capella de Kamppi (en finès: Kampin kappeli; en suec: Kampens kapell) és una capella al barri de Kamppi, al centre de la ciutat de Hèlsinki, localitzada a la plaça de Narinkka. També és coneguda com la «capella del silenci» ja que va ser pensada per a ser un lloc on poder tenir un moment de tranquil·litat i pau en una de les àrees més atrafegades de Hèlsinki. A la capella no es duen a terme serveis religiosos regulars encara que s'hi fan moments de pregària.

## Capella ecumènica

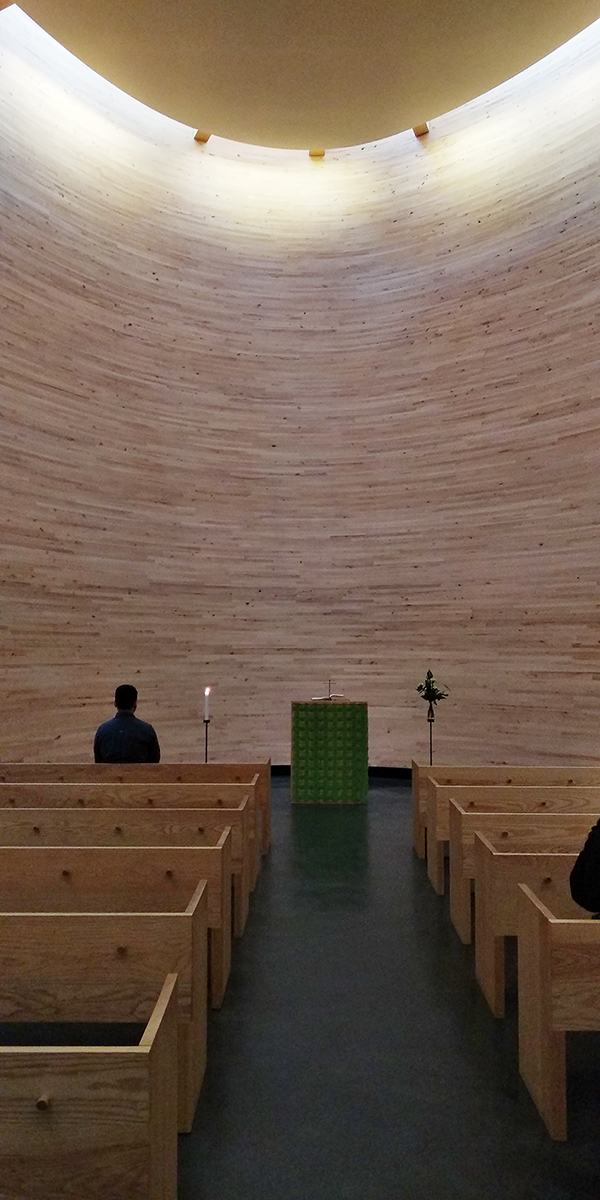
Interior de la capella de Kamppi

La capella és ecumènica i és oberta a totes les persones, sense importar la seva religió, filosofia de vida o passat personal. El disseny general de la capella (tant a l'interior com a l'exterior) és auster i minimalista, alhora que és força neutral, semblant a un oratori multiconfessional.
Els representants de les diòcesis i el Departament de Serveis Socials són sempre presents a la capella per atendre qüestions personals.
La capella va ser construïda com a part del programa de la Capital Mundial del Disseny el 2012. Va ser dissenyada pels arquitectes Kimmo Lintula, Niko Sirola i Mikko Summanen del despatx K2S Architects Ltd., i va guanyar el Premi Internacional d'Arquitectura el 2010. La capella es va fer popular immediatament després d'obrir les portes al públic i 250.000 persones l'havien visitat ja el gener de 2013. Un any després la capella va rebre el seu visitant número 500.000. CNN va considerar l'edifici com a punt de referència arquitectònic: «demostra com l'arquitectura contemporània en la seva millor faceta pot fascinar i inspirar les persones».